# 新都亚洲黑熊救护中心
新都亚洲黑熊救护中心，始建于2002年，坐落在中华人民共和国四川省成都市新都区，面积160亩地，可容纳150头黑熊，创始人为亚洲动物基金会会长谢罗便臣。它是中国大陆第一个独立由西方基金会筹建的动物保护基地。

## 开创历程
1998年，谢罗便臣放弃了原本在英国的优厚的职位，和一位苏格兰女兽医郭慧铃、香港人乔博理创办了亚洲动物基金会。他们一起远赴世界各地开始演讲宣传保护黑熊，同时募集善款。为了帮助募集善款，德国志愿者索芙创造了身着黑熊服如天使降落的跳伞募捐。90%的善款来自世界每一个普通家庭，而不是公司。99%的资金来自海外，而不是中国。
2000年7月24日，谢罗便臣和四川省林业局签订了关于“拯救被淘汰的三十多家小型养熊厂的五百头黑熊”的协议，四川省人民政府向谢罗便臣承诺逐步取消养熊业。

## 主要成员
| 姓名     | 职位       |
| 谢罗便臣 | 创始人     |
| 杨敏     | 创办经理   |
| 郭慧铃   | 兰兽医总   |
| 王善海   | 饲养组组长 |
| 吴建国   | 饲养组组长 |
| 朱柯     | 讲解员     |

## 建筑物
- 花园
- 草地
- 林地
- 喷水池
- 攀爬架
- 兽医院